# Нильсен, Лукас
Лукас Фредрик Кристиан Нильсен (дат. Lukas Fredrik Christian Nielsen; 23 декабря 1884, Мальмё — 29 апреля 1964, Копенгаген) — датский гимнаст, чемпион летних Олимпийских игр 1920 года и бронзовый призёр летних Олимпийских игр 1912 года в командном первенстве по произвольной системе. Участвовал также в командном первенстве на летней Олимпиаде 1908 года (4-е место).